# Халупки Хотинецькі
Халупки Хотинецькі (пол. Chałupki Chotynieckie) — село на Закерзонні, в Польщі, у гміні Радимно Ярославського повіту Підкарпатського воєводства. Населення — 12 осіб (2011).

## Розташування
Знаходиться за 8 км від кордону з Україною. Село розташоване приблизно за 10 км на схід від Радимно, 25 км на південний схід від Ярослава, і 73 км на схід від воєводського центру Ряшів, на правому березі Сяну.

## Історія
У 1880 році Халупки Хотинецькі були присілком села Хотинець Яворівського повіту провінції Королівство Галичини та Володимирії Австро-Угорської монархії.
У 1919—1939 рр. — у складі Польщі. Халупки Хотинецькі були присілком села Хотинець Яворівського повіту Львівського воєводства, у 1934—1939 рр. — у складі ґміни Ґнойніце. Тут було чисто українське населення, за віросповіданням — грекокатолики, які належали до парафії Хотинець Краковецького деканату Перемишльської єпархії.
Українців добровільно-примусово виселяли в СРСР (421 особа — 110 родин), але вони чинили спротив у рядах УПА і підпілля ОУН. Решту українців у 1947 р. депортовано на понімецькі землі.
У 1975—1998 роках село належало до Перемишльського воєводства.

## Демографія
Демографічна структура станом на 31 березня 2011 року:
|          | Загалом | Допрацездатний вік | Працездатний вік | Постпрацездатний вік |
| -------- | ------- | ------------------ | ---------------- | -------------------- |
| Чоловіки | 3       | 0                  | 2                | 1                    |
| Жінки    | 9       | 1                  | 4                | 4                    |
| Разом    | 12      | 1                  | 6                | 5                    |